# Drosophila suborosa
Drosophila suborosa este o specie de muște din genul Drosophila, familia Drosophilidae, descrisă de Kumar și Gupta în anul 1992. Conform Catalogue of Life specia Drosophila suborosa nu are subspecii cunoscute.